# Stupňovina

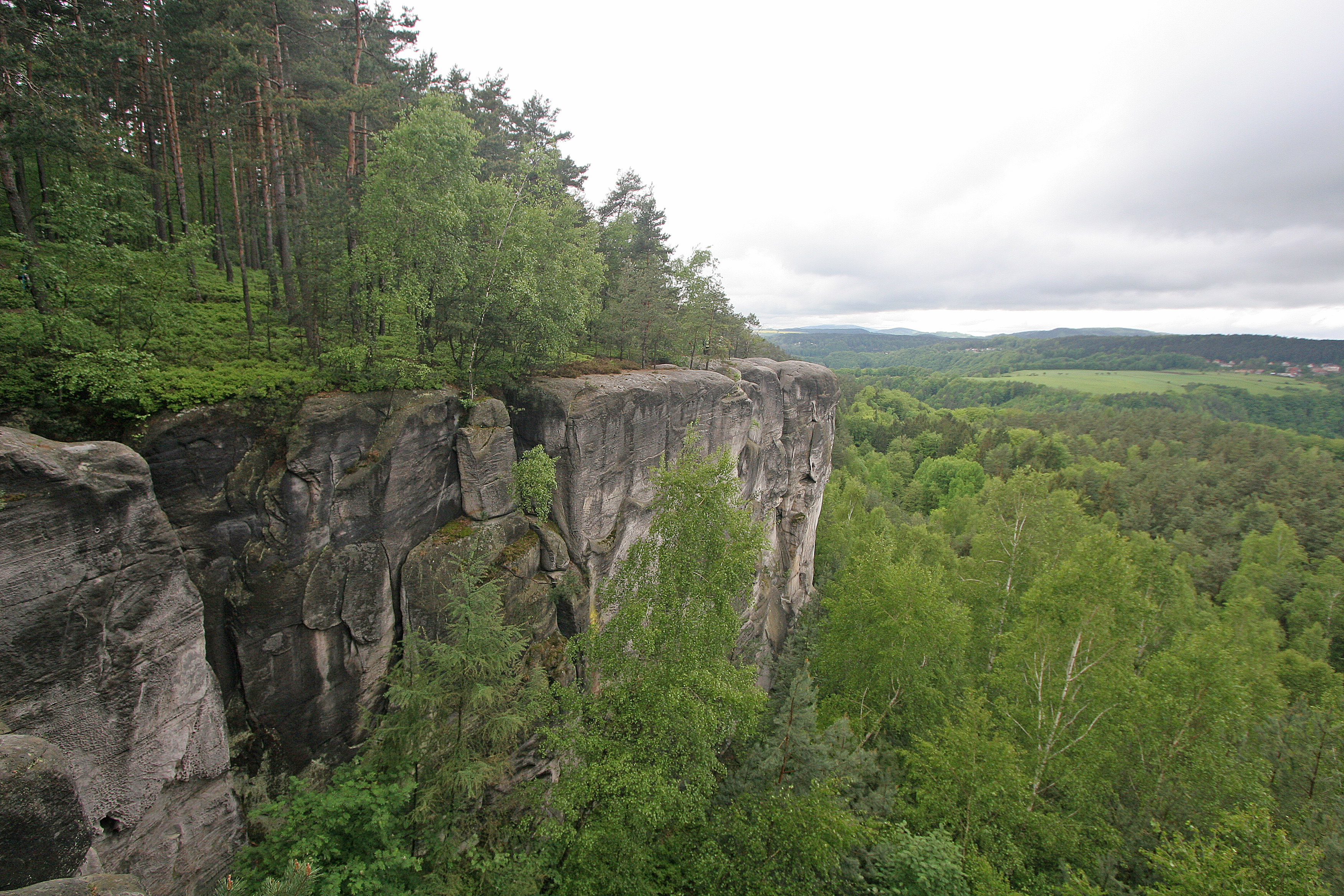
Klokočské skály – okraj kuesty v Turnovské stupňovině

Stupňovina je tvar georeliéfu charakterizovaný souborem několika strukturních plošin ve více výškových úrovních, které jsou odděleny výraznými strukturními stupni, nejčastěji v podobě tzv. kuest. Plošiny mohou být podmíněny tektonicky i litologicky (zpevněné sedimenty). Strukturní plošiny bývají často součástí tabulí.

## Výskyt
Typickým příkladem stupňoviny v Česku je například Turnovská stupňovina. V zahraničí jsou to např. pohoří Švábská Alba a Franská Alba. 